# 絶滅危惧種
絶滅危惧種（ぜつめつきぐしゅ、英語：Threatened Species、Endangered Species）とは絶滅の危機にある生物種のことである。
なお、Threatened SpeciesやEndangered Speciesは、狭義で国際自然保護連合（IUCN）が定めたレッドリストのカテゴリーを意味する場合があり、その訳語として「絶滅危惧種」や「絶滅危惧」が用いられることもある。絶滅危惧種の数は増えていく傾向にある。

## 定義
絶滅危惧種の定義の詳細は「現在の状態をもたらした圧迫要因が引き続き作用するならば、その存続は困難なもの」とされている。
広義には「絶滅のおそれのある種」と呼ばれ、狭義にはIUCNレッドリストの「Endangered」カテゴリーの訳語として用いられることもある。
日本の環境庁(現・環境省)が1991年に発表したレッドリストでは「絶滅危惧種」というカテゴリー名が使用されていた。また、環境省は2020年に「環境省レッドリスト」を公表しており、同リストで「絶滅危惧I類(Critically Endangered+Endangered：CR+EN)」、「絶滅危惧IA類(Critically endangered ：CR)」、「絶滅危惧IB類(Endangered：EN)」、「絶滅危惧Ⅱ類 (Vulnerable：VU)」のいずれかの保全状況に分類された生物種がIUCNレッドリストの絶滅危惧種に該当する。

## 絶滅危惧種の選定と保全活動に関する現状と課題
生物のある種が絶滅すること自体は、地球の生命の歴史においては無数に起きてきた事象である。
しかし、人間の経済活動がかつてないほど増大した現代では、人間活動が生物環境に与える影響は無視できないほど大きく、それによる種の絶滅も発生してきている。野生生物の絶滅は、これからの社会のあり方にも深く影響すると考えられている。
このような絶滅を防ぐためには、生息環境の保全や、場合によっては人間の直接介入（保護活動）などが必要とされることがある。
保全活動の前提として、どの種が絶滅の危機にあるのか、どの程度の危機なのか、また危機の原因は何か、などを知る必要があり、生物種の絶滅危険程度のアセスメント（総合評価）が行われる。
アセスメントは地球規模で行われるものと、国や地域ごとに行われるものがある。
前者では国際自然保護連合 (IUCN) により、アセスメントとレッドリスト作成が行われている。また、後者では日本においては環境省が実施し、定期的にレッドリスト・レッドデータブックを公表している。しかし、クジラ類の哺乳類や海水魚、海棲の軟体動物は水産庁が担当する為、対象外となってしまっている。トドなどの鰭脚類の哺乳類は環境省と水産庁の両方で管理されるが、評価基準が異なる。これらの事実から日本には完全にまとまった形のレッドデータブック及びレッドリストは、いまだに存在しないと懸念されている。　
また、1990年代から各都道府県でも学識経験者・地元有識者の意見や生息調査に基づいて、レッドデータブックが作成・刊行されている。種の選定にあたっての現地調査の正確性や客観性に左右される、評価規準と生息実態との乖離・都道府県ごとの評価規準の不統一・レッドリストの定期的な見直し・保全地域の選定・保全計画の策定等について課題が指摘されている。

## 名称について
「絶滅危惧種」という名称をつけるにあたり、当初は「絶滅危険種」「瀕滅種」などの名称も候補にあがっていた。「惧」の文字が1994年時点で常用漢字外だったことから、仮名を当てる「絶滅危ぐ種」の表記も見られた。

## 原因
ある種の個体が絶滅危惧種に指定されるほど減少する原因には、熱帯雨林をはじめとする森林の破壊や、乾燥地の過放牧や灌漑農耕の失敗、気候変動による乾燥化などによる砂漠化の進行といった生息域の減少、乱獲、外来種の侵入などによる生態系の変化等が考えられる。

## 保護
絶滅危惧種の乱獲は個体数の減少の大きな原因の一つであるため、1975年4月にワシントン条約（CITES）が発効し、締結国では絶滅危惧種の取引に制限がかけられている。この条約では絶滅危惧種が3つのカテゴリに分けられ、最も絶滅の危険性が高い附属書Ⅰに掲載された種については商業取引が禁止されており、また学術目的の取引においても輸出・輸入国双方の許可書が必要となるなど、厳重な取引規制が行われている。またこの条約の規制対象は生存している個体だけではなく、剥製や加工製品も規制対象となる。一方で加盟国は一部の種に留保をつけることでその種について条約の対象外とすることが可能であり、また登録されている動物の扱いについても加盟国間で論争が絶えない。
また、世界各国において国内法でも絶滅危惧種の保護が行われている。日本においては1993年に種の保存法が施行され、ワシントン条約に代表される個体の取引規制の他、生息地の保護や増殖に関してもさまざまな措置が定められた。
絶滅危惧種の保護方法としては、まずその生息地における保全を行い、個体数の減少を食い止め増加させることが基本となる。自然保護区の設定は絶滅危惧種保護のなかでも普遍的な方法であり、適切な保護区設定が行われた場合は絶滅を防ぐのに大きな効力を発揮するものの、分布と保護区設定の間にずれがある場合、保護を得られない植物の絶滅危険性はむしろ上昇するため、種の分布と対応した保護区設定は非常に重要である。保護区を設定する場合、面積は広く数も多く、複数の保全地域が存在する場合は保全地域間の回廊などで両者の連結が図られていることが望ましい。保全地域の周縁部は回部からの影響を受けやすいため、なるべく円形に近い形が望ましく、保護区の周辺には緩衝地帯が設けられることも多い。また、保護区が設定されても適切な予算配分や管理政策が行われずに形骸化しているところも多く、2018年時点では世界の自然保護区の約3分の1において大規模な人類の活動が認められ、生息する生物にとって大きな圧力となっているとされた。
生息地において大規模な環境変化や開発が進んだり、個体数が減少しすぎて自然状態での回復が困難な場合は、動物園や水族館などの施設において繁殖計画を実施し、種を保存する場合もある。こうした計画は単館で行うものではなく、世界中の施設の間で個体をやりとりし、総体としての絶滅回避を目指す。繁殖計画が成功し、生息域の自然環境も回復して再び自然に増殖することが可能と判断された場合は、当該地域に野生復帰が行われる場合があるが、失敗に終わってしまった事例も存在し、計画実施には長期にわたる管理計画が不可欠となっている。
絶滅危惧種のクローンを作成し、個体数を増加させて絶滅を回避することも試みられているが、クローン技術はいまだ不安定であるため成功例は少なく、また個体数が少ないため生まれた子供を同種集団のなかで生育できないなどの問題が存在する。また、将来的な絶滅に備え遺伝子銀行などに絶滅危惧種の遺伝子を保存することも行われている。

## 日本に生息する絶滅危惧種
日本に生息する絶滅危惧種としては、アマミノクロウサギ（EN）、イリオモテヤマネコ（CR）、カブトガニ（EN）、クロマグロ（VU）、コウノトリ（EN）、ジュゴン（VU）、トキ（EN）、ニホンウナギ（EN）、ラッコ（EN）などが知られる。
- アマミノクロウサギ
- イリオモテヤマネコ
- カブトガニ
- クロマグロ
- コウノトリ
- ジュゴン
- トキ
- ニホンウナギ
- ラッコ